# Ondoro Osoro
Ondoro Osoro (* 3. Dezember 1967) ist ein ehemaliger kenianischer Langstreckenläufer.

## Leben
Osoro startete seine Karriere als Bahn- und Crossläufer. Bei den Crosslauf-Weltmeisterschaften 1991 wurde er Fünfter, schied jedoch im Sommer bei den Leichtathletik-Weltmeisterschaften in Tokio über 5000 m im Vorlauf aus. Zwischen 1990 und 1993 siegte er dreimal beim San Silvestre Vallecana. Als 1995 sein Auto mit einem Lastwagen zusammenstieß, erlitt er so schwere Verletzungen, dass er zwei Jahre pausieren musste. 
Danach wechselte er auf die Marathondistanz und siegte auf Anhieb beim Chicago-Marathon in 2:06:54 h, der zweitschnellsten Zeit des Jahres 1998 hinter dem Weltrekord von Ronaldo da Costa. Im Jahr darauf wurde er an gleicher Stelle beim Weltrekordlauf von Khalid Khannouchi Dritter in 2:08:00 h. Nachdem er im Jahr darauf Dritter beim Boston-Marathon geworden war, wurde er für die Olympischen Sommerspiele 2000 in Sydney nominiert. Zwei Monate vor den Spielen wurde er bei einem Raubüberfall angeschossen und so schwer an der Schulter verletzt, dass er bis heute keinen Stift in der rechten Hand halten kann. 
2001 wurde er Siebter beim Chicago-Marathon in 2:11:44 h, und 2003 siegte er beim Rock ’n’ Roll Marathon. Danach machte ihm jedoch eine rätselhafte Krankheit zu schaffen, so dass sein Comeback-Versuch beim Frankfurt-Marathon 2004 in einem neunten Platz in 2:15:54 h resultierte.

## Persönliche Bestzeiten
- 5000 m: 13:11,77 min, 17. Juli 1991, Rom
- 10.000 m: 27:24,24 min, 3. September 1993, Brüssel
- 15-km-Straßenlauf: 43:00 min, 12. Juli 1998, Utica
- Halbmarathon: 1:01:50 h, 12. März 2000, Kyōto
- Marathon: 2:06:54 h, 11. Oktober 1998, Chicago